# История почты и почтовых марок Британской Колумбии
История почты и почтовых марок Британской Колумбии соответствует периоду существования двух колоний Великобритании на территории Канады — Британской Колумбии (1858—1871), со столицей в Виктории, и Острова Ванкувер (1849—1871), с центром там же.

## Развитие почты
История почты на территории Британской Колумбии берёт своё начало со времён её колонизации европейцами. В 1849 году была создана британская колония Остров Ванкувер (англ. Colony of Vancouver Island, или Vancouver’s Island), расположенная на одноимённом острове в Тихом океане, у западного побережья Канады, после того как в 1843 году Компания Гудзонова залива основала там Форт-Камосак (Fort Camosack; позже Форт-Виктория).
Золотая лихорадка на реке Фрейзер в 1858 году вызвала приток поселенцев на материк, через остров Ванкувер, после чего на материковой части была основана новая колония Британская Колумбия. В 1866 году обе колонии были объединены в одну колонию под названием Британская Колумбия, а в июле 1871 года она стала провинцией Доминиона Канада.

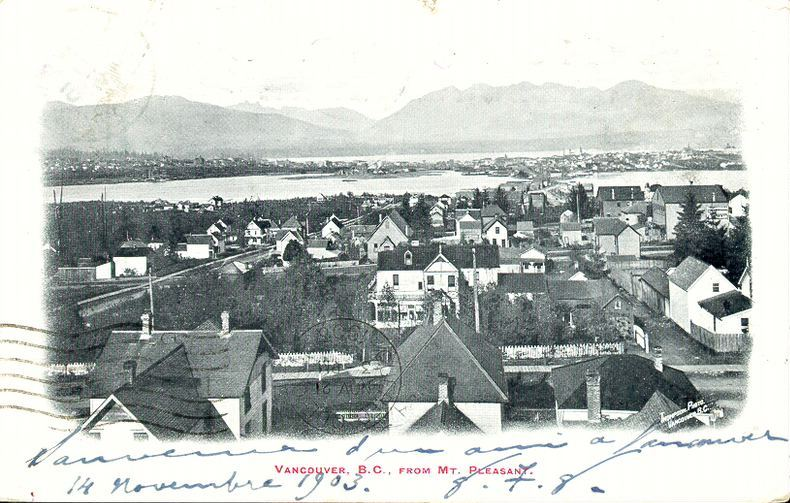
Прошедшая почту открытка с общим видом Ванкувера (Британская Колумбия, 1903)
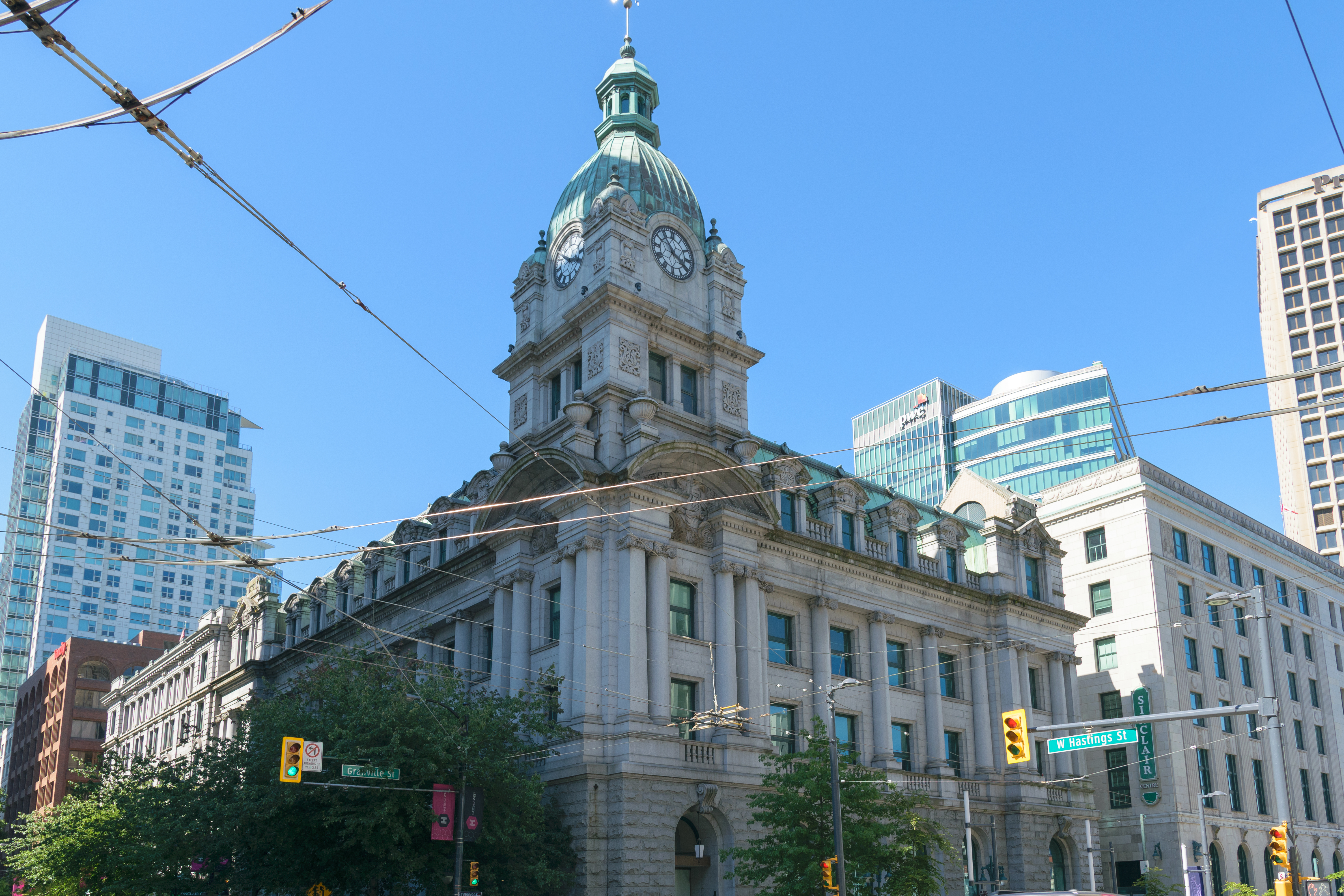
Здание старого главпочтамта в Ванкувере, построенного в 1910 году

## Выпуски почтовых марок

### Первые марки: общий выпуск

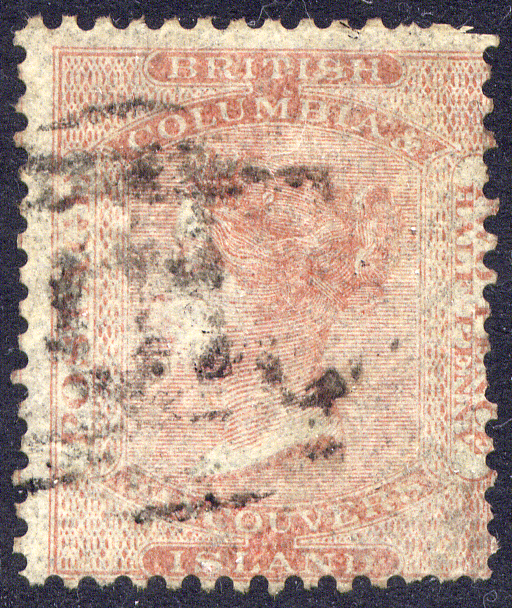
Прошедшая почту первая марка для Британской Колумбии и Острова Ванкувер, 1860

В 1860 году колонии Остров Ванкувер и Британская Колумбия выпустили первые почтовые марки оригинального рисунка, на которых одновременно были указаны названия как Британской Колумбии, так и Острова Ванкувер («British Columbia & Vancouver Island»). Марки использовались только внутри указанной на них почтовой территории.
Общая почтовая марка была выпущена из соображений экономии, так как в обеих колониях имелось достаточно клиентов, чтобы оправдать печать почтовых марок, но не достаточно, чтобы оправдать отдельные выпуски для каждой колонии. Номинал этой единой почтовой марки составлял 2½ пенса. На ней была изображена королева Виктории в профиль, марка была напечатана способом рельефной печати в коричневато-розовом цвете в типографии De La Rue. Было изготовлено 235 440 экземпляров марки.
В 1862 году Остров Ванкувер перешёл на десятичную денежную систему, и продавал общую марку по 5 центов. В июне 1864 года Британская Колумбия повысила почтовый тариф до 3 пенсов, продавая общую почтовую марку по 3 пенса.
Пары почтовых марок, используемые для оплаты специального тарифа для доставки корреспонденции на Остров Ванкувер, продавались также по 15 центов за пару. Несмотря на то, что после 1865 года марка номиналом в 2½ пенса официально была выведена из обращения, в 1867 году некоторые экземпляры были реализованы по тарифу 6¼ центов операторам экспресс-почты.
В итоге общая почтовая марка продавалась за 2½ пенса, за 3 пенса, за 5 центов, за 6¼ центов и за 7½ центов, при этом никаких надпечаток с указанием нового номинала на ней так и не появилось.
Уцелевшие экземпляры общего выпуска продавались по цене около 250 долларов США (на 2003 год), но гораздо выше, если находятся в хорошем состоянии и хорошо центрованы.

### Выпуски Ванкувера
Впервые Остров Ванкувер эмитировал собственные 5- и 10-центовые почтовые марки в сентябре 1865 года. Марки этих двух видов были беззубцовыми, а затем были переизданы в зубцовом варианте. После вхождения в 1866 году колонии Ванкувер в состав Британской Колумбии ванкуверские почтовые марки стали употребляться по всей объединённой колонии. Всего в 1865 году было выпущено четыре оригинальные почтовые марки с надписью: «Vancouver Island» («Остров Ванкувер»).

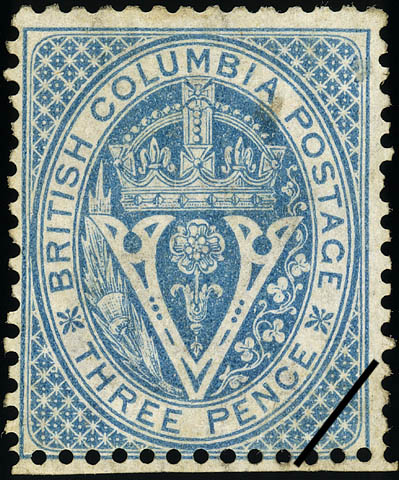
Почтовая марка Британской Колумбии, 1865(Mi #2)

### Выпуски Британской Колумбии
В ноябре 1865 года в Британской Колумбии появились собственные почтовые марки оригинального дизайна и с изменённым названием: «British Columbia postage» («Почтовый сбор Британской Колумбии»).
По данным Л. Л. Лепешинского, всего с 1860 по 1871 год здесь было издано 13 почтовых марок (с учётом первых, общих с Ванкувером, марок, но без разновидностей).
В июле 1871 года марки Британской Колумбии были изъяты из почтового обращения, и на смену им пришли марки Канады.